# Adolphe d'Eichthal
Pour les autres membres de la famille, voir Famille d'Eichthal.
Le baron Adolphe d'Eichthal, né le 19 décembre 1805 à Nancy et mort le 18 avril 1895 à Paris, est un financier et homme politique français.

## Biographie

### Jeunesse et études
Adolphe d'Eichthal est le fils du baron Louis d'Eichthal, fondateur de la banque Louis d'Eichthal à Paris, le petit-fils d'Aron Elias Seligmann et le frère de Gustave d'Eichthal, ainsi que le beau-frère de Michel Charles Chégaray. Marié à Louisa de La Rüe (petite-fille de Benjamin Heath), son fils, Louis d'Eichthal, capitaine et conseiller général du Loiret, épousa Maria Amy Freeman, petite-fille d'Amy Brown et nièce de Godefroy de Blonay. Son neveu, Eugène d'Eichthal, sera le deuxième directeur de l'École libre des sciences politiques (Sciences Po).

### Parcours professionnel
En 1828, il devient administrateur de la Société de la morale chrétienne. Associé à la banque de son père en 1830, il mène de nombreuses activités dans le milieu bancaire. Il devient censeur (1832), puis directeur (1835) de la Caisse d'Épargne de Paris, et régent de la Banque de France du 31 janvier 1839 au 23 mars 1848. En 1839, il reprend la direction de la banque Louis d'Eichthal et Cie, banque fondée par son père à Paris en 1817.
Le 1er août 1846, il est élu député de la Sarthe, en remplacement de Louis Basse ; il siège à la Chambre avec la majorité conservatrice. Propriétaire rue Basse-du-Rempart et d'un hôtel particulier situé rue des Mathurins, il est élu conseiller municipal de Paris et conseiller général de la Seine en 1851.
Proche des Pereire, il joue un rôle important au sein du groupe Pereire. Il est cofondateur et président de la Compagnie du chemin de fer de Paris à Saint-Germain, de la Compagnie des Chemins de fer du Midi et de la Compagnie générale maritime de 1855 à 1861, ainsi que le président de la Compagnie du chemin de fer de Paris à Saint-Cloud et Versailles et de la Compagnie des Salins du Midi de 1875 à 1892. 
Il prend part à la création du Crédit mobilier, dont il devient vice-président en 1854, du Crédit foncier de France, de la Compagnie du chemin de fer Grand-Central de France, de la Société autrichienne des chemins de fer de l'État.
Il est administrateur de plusieurs sociétés, dont la Compagnie des chemins de fer du Nord, de la Compagnie du Centre, de la Compagnie du chemin de fer de Paris à Lyon, de la Compagnie du chemin de fer de Creil à Saint-Quentin, de la Compagnie Paris-Versailles-Rive-Droite, du Paris-Auteuil, de la Société autrichienne des chemins de fer de l'État, de la Compagnie des chemins de fer de l'Est, de la Compagnie anonyme de l'éclairage au gaz de la ville du Mans, etc. Il siège au Sous-comptoir des chemins de fer.
Il rachète, en 1859, aux Pereire 630 hectares dans la forêt de Crécy, qu'il porte à 1120 hectares et, en 1867, les mines de fer de la Bidassoa. Il est également propriétaire du domaine de la Mine à Dixmont, avec son château, dont il exploite la mine de lignite. Philanthrope, il est le bienfaiteur de Dixmont, y soutenant les trois écoles et la création d'un lavoir autogéré à la Grande Vallée.
Commandeur de la Légion d'honneur, il est consul de Grèce, membre du Conseil supérieur du commerce, de l'agriculture et de l'industrie, de la Chambre de commerce de Paris de 1844 à 1848, du Cercle des chemins de fer, de l'Association pour l'encouragement des études grecques en France, de la Société asiatique et de la Société d'anthropologie de Paris, de la Société d'économie politique. Il est président de l'Association française pour l'avancement des sciences en 1875.
La Banque Louis d'Eichthal et fils disparaît peu après sa mort, fusionnant avec la Banque Mirabaud, après le mariage de son petit-fils William d'Eichthal avec une des filles de Albert Mirabaud.

## Publications
- De la monnaie de papier et des banques d'émission (1864)
- Des Rapports des sciences et de l'industrie (1876)
- Liberté des échanges et protectionnisme: leur effet sur le sort des ouvriers (1890)

## Sources
- « Adolphe d'Eichthal », dans Adolphe Robert et Gaston Cougny, Dictionnaire des parlementaires français, Edgar Bourloton, 1889-1891 [détail de l’édition]
- Hervé Le Bret, Les frères d'Eichthal. Gustave, penseur saint-simonien et Adolphe, homme d'action. Leur influence sur l'ouverture à partir de 1830 de la société française aux réseaux financiers et industriels, aux échanges internationaux et aux sciences sociales, 2007.
- Rang-Ri Park-Barjot, La Société de construction des Batignolles: Des origines à la Première Guerre mondiale (1846-1914), Presses Paris Sorbonne, 2005,  (ISBN 2840503891), (extraits en ligne)
- Nicolas Stoskopf, Banquiers et financiers parisiens, Paris, Picard et Cénomane, 2002
- Bernard Labesse, Histoire et géologie de la mine de lignite de Dixmont (Yonne): les concessions minières de la Fontaine des Brins (1854-1999), 1999
- Les Patrons du Second Empire, Volume 7, Picard, 1991